# Christina Murphy
Christina Murphy (* 1. Oktober 1981 in Austin, Texas) ist eine US-amerikanische Schauspielerin.

## Leben
Murphy wurde in Austin, Texas geboren und wuchs dort auf. Als sie in der sechsten Klasse war, war sie für das Geschäft ihrer Eltern das Model, welches in Werbeanzeigen abgebildet wurde. Sie studierte an der Universität in Austin und erreichte 2004 den Bachelorabschluss in Theater and Tanz und Fashion Design.
In der Komödie The New Guy, die 2002 mit DJ Qualls und Eddie Griffin erschien, erhielt sie eine Komparsenrolle als Tänzerin beim Homecoming. Im Jahr 2005 spielte sie in Blake Sheltons Musikvideo zu der Single Goodbye Time mit. Im gleichen Jahr war sie als Stacy, in einer Nebenrolle, in dem Fernsehfilm Highschool News – Streng vertraulich! von ABC Family zu sehen. Danach erhielt sie 2007 eine Gastrolle in der ABC-Serie Big Shots. Als Debbie war sie in der Komödie Remembering Phil (2008) zu sehen. In der Tanzfilmparodie Dance Flick – Der allerletzte Tanzfilm (2009) verkörperte sie die Nebenrolle Nora. Regie führte Damien Dante Wayans, ein Neffe der Wayans Brüder. In dem Horrorfilm Hyenas, einer Direct-to-DVD-Produktion, verkörperte sie die Rolle der Gina, dabei stand sie mit Costas Mandylor und Meshach Taylor vor der Kamera, die in den Hauptrollen zu sehen sind. Im Jahr 2012 war sie in den Fernsehserien Bitter Bartender und Call Time für je eine Folge zu sehen.

## Filmografie (Auswahl)
- 2002: The New Guy
- 2005: Highschool News – Streng vertraulich! (Campus Confidential, Fernsehfilm)
- 2007: Big Shots (Fernsehserie, Folge 1x03 The Good, the Bad, and the Really Ugly)
- 2008: Remembering Phil
- 2009: Dance Flick – Der allerletzte Tanzfilm (Dance Flick)
- 2010: Forgotten Pills
- 2011: Hyenas
- 2012: Bitter Bartender (Fernsehserie, Folge 1x05 The Everlasting Order)
- 2012: Call Time (Fernsehserie, Folge 1x01 I Speak from the Heart)
- 2017: Jab Harry Met Sejal